# Morris Travers
Morris William Travers (Londra, 24 gennaio 1872 – Stroud, 25 agosto 1961) è stato un chimico britannico, noto per essere stato il primo direttore dell'Indian Institute of Science e per aver scoperto, insieme a William Ramsay, gli elementi chimici xeno, neon e kripton.

## Biografia
Travers nacque a Kensington, Londra, figlio di William Travers MD (uno dei primi pionieri delle tecniche chirurgiche asettiche), e di Anne Pocock.
Terminati gli studi obbligatori si iscrisse alla University College, dove iniziò a lavorare con William Ramsay per determinare le proprietà dei gas che aveva appena scoperto: l'argon e l'elio.
Nel 1898 ottennero una grande quantità di aria liquida e la sottoposero a distillazione frazionata; l'analisi spettrale della frazione meno volatile rilevò la presenza di kripton. In seguito esaminarono una frazione di argon (per un costituente con punto di ebollizione più basso) e scoprirono il neon. Infine lo xeno, fu identificato spettroscopicamente.
Nel 1904 divenne professore alla University College. Nel maggio 1904 fu selezionato come Fellow della Royal Society.
Nel 1901 fu chiesto a Ramsay di consigliare il governo indiano riguardo alla fondazione di un istituto di scienze e l'istituto fu fondato a Bangalore con l'aiuto del governo di Mysore e di Jamshedji Tata. Ramsay suggerì Travers come possibile direttore di questo istituto e nel 1906 Travers fu nominato direttore del nuovo Indian Institute of Science. L'obiettivo era quello di costruire l'istituto sulla falsariga dell'Imperial College of Science and Technology; così la struttura venne avviata ufficialmente nel giugno 1911 con quattro dipartimenti: Chimica Generale, Organica e Applicata e Ingegneria Elettrica.
Travers tornò in Gran Bretagna allo scoppio della prima guerra mondiale. Nel 1920 fondò una società con FW Clark, chiamata Travers and Clark Ltd. che si occupava di forni ad alta temperatura e tecnologia dei combustibili, inclusa la gassificazione del carbone. Nel 1927 arrivò a Bristol come Professore Onorario di Chimica Applicata alla Bristol University. Egli continuò, in questi ultimi anni, le sue ricerche in criogenia e fece le prime misurazioni accurate della temperatura dei gas liquidi.
Morì a Stroud, Gloucestershire, nel 1961.

## Pubblicazioni
- (EN) Morris Travers, The preparation of acetylene from calcium carbide, in Proceedings of the Chemical Society, 1893.
- (EN) Morris Travers, Metallic derivatives of acetylene. I. Mercuric acetylide, in Trans. Chem. Soc, 1894.
- (EN) Morris Travers, W. Ramsay e J. Norman Collie, Helium, a constituent of certain minerals, in Trans. Chem. Soc, 1895.
- (EN) Morris Travers, The origin of the gases evolved on heating mineral substances, meteorites, etc, 1898.
- (EN) Morris Travers, The liquefaction of hydrogen, 1901.
- (EN) Morris Travers, N. M. Gupta e R. C. Ray, Some compounds of boron, hydrogen and oxygen, 1915.
- (EN) Morris Travers, On the firing of glass pots, in Trans. Soc. Glass Tech, 1918.
- (EN) Morris Travers, The complete gasification of coal for towns' gas, 1928.
- (EN) Morris Travers, On a new view of the covalent bond, and the formation of free radicals, 1934.
- (EN) Morris Travers, The life of Sir William Ramsay, 1956.